# Артюхов, Дмитрий Андреевич
Дмитрий Андреевич Артюхов (род. 17 февраля 1988, Тюмень, СССР) — российский политический деятель и экономист. Губернатор Ямало-Ненецкого автономного округа с 9 сентября 2018 (врио 29 мая — 9 сентября 2018), вступил на должность как самый молодой руководитель региона в стране ― в 30 лет.

## Биография
Родился 17 февраля 1988 года в городе Тюмень, а детство провёл в городе Новый Уренгой. Сын первого вице-спикера Тюменской областной думы Андрея Артюхова. С рождения живёт и работает на Ямале.

### Образование
Учился в гимназии Нового Уренгоя, был отличником, совмещал занятия футболом с фортепиано, выпускник музыкальной школы Нового Уренгоя по классу фортепиано.
В 2011 году окончил Тюменский государственный университет по специальности «экономика». В 2012 году получил диплом магистра юриспруденции ТюмГУ. Во время учёбы в ТюмГУ дважды становился стипендиатом Фонда Владимира Потанина.
В 2013 году, в Сингапурском университете управления (SMU), получил степень MBA (магистр делового администрирования).
Дмитрий Артюхов стал полуфиналистом первого сезона конкурса «Лидеры России» прошедшего в 2017—2018 годах, благодаря чему уже 29 мая 2018 года был назначен Владимиром Путиным на пост врио главы ЯНАО, а в 2024 году уже сам стал наставником победителя пятого сезона «Лидеры России». Выпускник второго потока программы развития управленческого кадрового резерва РАНХиГС.

### Трудовая деятельность
С 2006 по 2010 год работал экономистом в Запсибкомбанке.
В 2010 году вернулся в Ямало-Ненецкий автономный округ. Трудовую деятельность на Ямале начал с должности помощника первого заместителя губернатора ЯНАО, затем с 2011 года помощник губернатора ЯНАО.
С января 2016 года — заместитель губернатора Ямало-Ненецкого автономного округа по вопросам развития экономики и привлечения инвестиций.

### Губернатор Ямало-Ненецкого автономного округа
29 мая 2018 года Артюхов назначен Владимиром Путиным временно исполняющим обязанности губернатора Ямало-Ненецкого автономного округа. 9 сентября 2018 года депутаты законодательного собрания Ямало-Ненецкого автономного округа избрали его путём тайного голосования. В тот же день Артюхов вступил в должность. С 2019 года Артюхов ежегодно проводит приём населения в удалённых населённых пунктах в рамках персонального проекта «Честный маршрут», объезжает на автомобиле, а в тундру летает на вертолёте.
В сентябре 2019 года Артюхов объявил о намерении расселить в ЯНАО один миллион квадратных метров аварийного жилья до 2025 года. В том же году в регионе принята программа «36+» для семей, которые по возрасту не могут претендовать на улучшение жилищных условий. К 2024 году получилось расселить около 700 тысяч квадратных метров переселив более 25 тысяч семей.
В первый срок при Артюхове началось создание на Ямале собственных спортивных соревнований и культурных проектов: Арктические экстремальные игры «Северный характер», полумарафон «Полярный круг», Всероссийские Арктические игры, этнобиатлон, Арктическая Олимпиада и международный конкурс молодых музыкантов «Симфония Ямала».
В 2019—2020 годах Артюховым реализован ряд мер поддержки семей: введён самый крупный региональный материнский капитал в РФ ― 500 000 рублей, принята программа льготных детских авиабилетов, для молодых семей выдаётся набор «Малышу Ямала». В 2020 году отменён принцип накопления северных надбавок для переезжающих из других регионов бюджетников, им максимальную надбавку начисляют с первого дня работы.
9 декабря 2020 года Артюхов открыл всесезонную дорогу «Салехард—Надым», построенную вместо зимника.
16 октября 2020 года Артюхов открыл движение по Пуровскому мосту.
С 2 августа 2019 по 27 января 2020 года — член президиума Государственного совета Российской Федерации.
15 ноября 2021 года назначен на должность председателя комиссии Государственного совета Российской Федерации по молодёжной политике.
9 февраля 2023 года Артюхов открыл «чумовой» аэропорт «Новый Уренгой».
10 сентября 2023 года Артюхов был переизбран губернатором Ямало-Ненецкого автономного округа большинством голосов членов парламента.

### Партийная деятельность
Член Генерального совета партии «Единая Россия» с 2021 года, член Регионального политического совета Ямало-Ненецкого регионального отделения партии «Единая Россия».

## Доходы
Общая сумма декларированного годового дохода за 2021 год составила 26 млн 409 тысяч рублей, супруги — 15 млн 076 тысяч рублей.

## Семья
Женат, с супругой Лусине знаком со школьных лет, вместе учились в школе, а затем в вузе на экономистов. 10 января 2023 года родился сын Даниил.

## Награды
- Благодарность Губернатора Ямало-Ненецкого автономного округа (декабрь 2015)
- Медаль «За вклад в укрепление обороны Российской Федерации» (ноябрь 2019)
- Юбилейная медаль «300 лет Федеральной службы по экологическому, технологическому и атомному надзору» (ноябрь 2019)
- Благодарность Председателя Совета Федерации Федерального Собрания Российской Федерации (январь 2021)
- Юбилейная медаль «300 лет прокуратуре России» (апрель 2021)
- Медаль «100 лет образования Татарской Автономной Советской Социалистической Республики» (июнь 2021)
- Медаль «За содружество во имя спасения» (декабрь 2021)
- Медаль Оруджева С. А. (октябрь 2023)
- Знак отличия «За заслуги в развитии Арктики» Минвостокразвития России (октябрь 2024)[47]

## Санкции
С июля 2022 года, за поддержку вторжения России на Украину, находится под санкциями Великобритании.
19 августа 2022 года включён в санкционный список Канады «близких соратников режима, которые являются соучастниками агрессии российского режима против Украины».
19 октября 2022 года включён в санкции Украины как «глава государственного органа, осуществлявший поддержку/поощрение/публичное одобрение политики РФ, направленной на проведение военных действий и геноцид гражданского населения в Украине».
С 15 декабря 2022 — под санкциями США за «призыв граждан на войну в Украине».
По аналогичным основаниям, включён в санкционные списки Австралии и Новой Зеландии.